# Jop Pannekoek
Johannes Henricus (Jop) Pannekoek (Utrecht, 15 mei 1943 – Amsterdam, 29 juli 2003) was een Nederlands regisseur en maker van televisieprogramma's.

## Biografie
De moeder van Pannekoek was verpleegster en zijn vader was vanaf 1943 vrouwenarts in Rotterdam. Zijn vader schreef onder de naam Marinus van Henegouwen (vernoemd naar de Henegouwerlaan te Rotterdam, waar de kraamkliniek - later Rijkskweekschool voor Vroedvrouwen - was gevestigd) talloze liedjes over Rotterdam. Ook organiseerde Pannekoek senior culturele bijeenkomsten, waardoor zijn zoon al vroeg in contact kwam met cabaretiers en kleinkunstenaars als Paul van Vliet, Drs. P en Jules de Corte. In 1955 maakte hij zijn tv-debuut met twee liedjes op piano. Door Wim Kan werd hij vervolgens gevraagd in het programma Als de kat van huis is, maar met zijn 13 jaar werd Pannekoek te jong bevonden door de arbeidsinspectie.

### Loopbaan
Pannekoek studeerde Nederlands, filosofie en algemene taalwetenschap in Amsterdam en was actief als liedjeszanger, onder meer in samenwerking met Ramses Shaffy, Boudewijn de Groot en Louis van Dijk. Daarnaast was hij artistiek leider van het Lidocafé in Amsterdam. Bij de NOS kon Pannekoek op uitnodiging van de TROS in 1967 een regiecursus volgen en vervolgens regisseerde hij programma's als Toppop, Een groot uur "U", Sonja's Goed Nieuws Show, RUR, Het Klokhuis en Sesamstraat en was hij de vaste regisseur van het Simplisties Verbond. Daarnaast regisseerde hij televisie-uitzendingen van shows van Seth Gaaikema, Johnny Kraaijkamp, Rijk de Gooyer, Freek de Jonge, Youp van 't Hek en Theo Maassen. In 1966 trad hij met Elly en Rikkert Zuiderveld op in Amsterdam. Elly Nieman had toen pas het Cabaret der Onbekenden gewonnen en bij Philips Phonogram een lp opgenomen: Elly Nieman. Diezelfde avond traden zij gedrieën op voor studenten, waarna ze een tijd het trio Zwart zaad vormden. Bij De Waag in Haarlem traden zij op; uit die tijd komt Het narrenschip.
Eigen producties maakte Pannekoek over schrijvers en dichters als Remco Campert, Gerrit Komrij en Willem Frederik Hermans en musici als Michiel Borstlap.
Bij het grote publiek werd hij met name bekend door zijn documentaire bij de VARA, "Roets in Rotterdam". In de achtdelige serie uit 1990 over Rotterdam werd de geschiedenis van de stad door de bewoners zelf verteld; van de havens tot kunst, van het nachtleven tot het bombardement. Hierin waren onder anderen Bep van Klaveren, Gerard Cox, Pieter Lutz, Kees van Kooten, Jules Deelder en echte Rotterdammers als Rooie Koos en Teddy Treurniet te zien.

## Onderscheiding
In 2003 werd Pannekoek onderscheiden met de Erasmusspeld.

## Persoonlijk
In 1986 trouwde hij met televisieproducente Kathleen Warners, van wie hij in 1999 weer zou scheiden. Ze kregen twee zoons, onder wie de cabaretier en tekstschrijver Peter Pannekoek.
Pannekoek overleed op 60-jarige leeftijd aan slokdarmkanker.
- International Standard Name Identifier: 0000 0003 9536 1820
- Nederlandse Thesaurus van Auteursnamen: 07047494X
- Virtual International Authority File: 290094709
- WorldCat: E39PBJp64xVTMjrrvW4yj7PhHC